# Taipei chinois aux Jeux olympiques d'été de 2012
Taïwan participe aux Jeux olympiques d'été de 2012 à Londres sous le nom de Taipei chinois. Il s'agit de sa 8e participation aux Jeux olympiques d'été.

## Médaillés
| Sport                  | Discipline            | Athlète(s)     | Performance | Date       |
| Médaille d'or : 1      |                       |                |             |            |
| Haltérophilie          | Moins de 53 kg femmes | Hsu Shu-Ching  | 219 kg      | 29 juillet |
| Médaille de bronze : 1 |                       |                |             |            |
| Taekwondo              | Moins de 57 kg femmes | Tseng Li-Cheng | 14 - 2      | 9 août     |

## Athlétisme
Hommes
Courses
| Athlète        | Épreuve     | Séries   | Séries | Quarts de finale | Quarts de finale | Demi-finales | Demi-finales | Finale          | Finale |
| Athlète        | Épreuve     | Résultat | Rang   | Résultat         | Rang             | Résultat     | Rang         | Résultat        | Rang   |
| -------------- | ----------- | -------- | ------ | ---------------- | ---------------- | ------------ | ------------ | --------------- | ------ |
| Chia-Che Chang | Marathon    | NC       | NC     | NC               | NC               | NC           | NC           | 2 h 29 min 58 s | 77e    |
| Chen Chieh     | 400 m haies | 50 s 27  | 32e    | NC               | NC               | -            | -            | -               | -      |

Concours
| Athlète          | Épreuve          | Qualification | Qualification | Finale   | Finale |
| Athlète          | Épreuve          | Distance      | Rang          | Distance | Rang   |
| ---------------- | ---------------- | ------------- | ------------- | -------- | ------ |
| Chang Ming-Huang | Lancer du poids  | 20 s 25 (=SB) | 12e           | 19 s 99  | 12e    |
| Lin Ching-Hsuan  | Saut en longueur | 7,38 m        | 33e           | –        | –      |

Femmes
Concours
| Athlète          | Épreuve          | Qualification | Qualification | Finale   | Finale |
| Athlète          | Épreuve          | Distance      | Rang          | Distance | Rang   |
| ---------------- | ---------------- | ------------- | ------------- | -------- | ------ |
| Chang Ming-Huang | Lancer du disque | 59,91 m       | 22e           | –        | –      |
| Lin Chia-ying    | Lancer du poids  | 17,43 m (RN)  | 25e           | –        | –      |

## Aviron
Hommes
| Athlète       | Compétition | Séries | Séries | Repêchage | Repêchage | Quarts de finale | Quarts de finale | Demi-finales | Demi-finales | Finales | Finales |
| Athlète       | Compétition | Temps  | Rang   | Temps     | Rang      | Temps            | Rang             | Temps        | Rang         | Temps   | Rang    |
| ------------- | ----------- | ------ | ------ | --------- | --------- | ---------------- | ---------------- | ------------ | ------------ | ------- | ------- |
| Wang Ming-Hui | Skiff       |        |        |           |           |                  |                  |              |              |         |         |

## Badminton
| Athlète                        | Compétition      | Phase de groupe                                   | Phase de groupe                                      | Phase de groupe                        | Phase de groupe | 8e de finale                 | Quarts de finale                        | Demi-finales     | Finale           | Finale |
| Athlète                        | Compétition      | Adversaire Score                                  | Adversaire Score                                     | Adversaire Score                       | Rang            | Adversaire Score             | Adversaire Score                        | Adversaire Score | Adversaire Score | Rang   |
| ------------------------------ | ---------------- | ------------------------------------------------- | ---------------------------------------------------- | -------------------------------------- | --------------- | ---------------------------- | --------------------------------------- | ---------------- | ---------------- | ------ |
| Hsu Jen-Hao                    | Simple messieurs | Ivanov Vladimir 0-2 (15-21, 13-21)                | Son Wan Ho 0-2 (14-21, 10-21)                        | NC                                     | 3e              | –                            | –                                       | –                | –                | –      |
| Fang Chieh-min Lee Sheng-Mu    | Double messieurs | Kindervater I. / Schoettler J. 2-0 (21-15, 21-16) | Smith R. / Warfe G. 2-0 (21-14, 21-13)               | Cai Y. / Fu H.-F. 0-2 (19-21, 13-21)   | 2e              | NC                           | Boe M. / Mogensen C. 0-2 (16-21, 18-21) | –                | –                | –      |
| Cheng Shao-Chieh               | Simple dames     | Prutsch Simone 2-0 (21-11, 21-9)                  | Yigit Neslihan 2-0 (21-10, 21-6)                     | NC                                     | 1re             | Gu Juan 2-0 (21-18, 21-10)   | Wang Yihan 0-2 (14-21, 11-21)           | –                | –                | –      |
| Tai Tzu-ying                   | Simple dames     | Nieminen Anu 2-0 (21-11, 21-14)                   | Montero Victoria 2-0 (21-6, 21-10)                   | NC                                     | 1re             | Li Xuerui 0-2 (16-21, 21-23) | –                                       | –                | –                | –      |
| Cheng Wen-Hsing Chien Yu-Chin  | Double dames     | Sari S. M. / Yao L. 2-1 (18-21, 21-15, 21-15)     | Gutta J. / Ponnappa A. 1-2 (23-25, 21-16, 18-21)     | Fuji M. / Kakiwa R. 2-0 (21-19, 21-11) | 1re             | NC                           | Tian Q./Zhao Y. L. 0-2 (10-21, 14-21)   | –                | –                | –      |
| Chen Hung-Ling Cheng Wen-Hsing | Double mixte     | Chan P. S. / Goh L. Y. 2-1 (21-12, 6-21, 21-15)   | Prapakamol S. / Thoungthongkam S. 0-2 (15-21, 16-21) | Xu C. / Ma J. 0-2 (16-21, 20-22)       | 3e              | NC                           | –                                       | –                | –                | –      |

## Cyclisme

### Cyclisme sur route
En cyclisme sur route, Taïwan a qualifié une femme, qui ne participe qu'à la course en ligne, et aucun homme.
| Athlète      | Compétition            | Temps       | Rang |
| ------------ | ---------------------- | ----------- | ---- |
| Hsiao Mei-Yu | Course en ligne femmes | Hors-délais | -    |

### Cyclisme sur piste
Omnium
| Athlète      | Compétition   | Tour lancé | Tour lancé | Course aux points | Course aux points | Élimination | Poursuite      | Poursuite | Scratch | Contre-la-montre | Contre-la-montre | Total | Rang |
| Athlète      | Compétition   | Temps      | Rang       | Points            | Rang              | Rang        | Temps          | Rang      | Rang    | Temps            | Rang             | Total | Rang |
| ------------ | ------------- | ---------- | ---------- | ----------------- | ----------------- | ----------- | -------------- | --------- | ------- | ---------------- | ---------------- | ----- | ---- |
| Hsiao Mei-Yu | Omnium femmes | 14 s 662   | 11         | 2                 | 17                | 17          | 3 min 49 s 051 | 16        | 15      | 36 s 482         | 9                | 85    | 17e  |

## Escrime
Femmes
| Athlète     | Compétition       | 1/32 de finale       | 1/16 de finale        | 1/8 de finale    | Quarts de finale | Demi-finales     | Finale           | Finale |
| Athlète     | Compétition       | Adversaire Score     | Adversaire Score      | Adversaire Score | Adversaire Score | Adversaire Score | Adversaire Score | Rang   |
| ----------- | ----------------- | -------------------- | --------------------- | ---------------- | ---------------- | ---------------- | ---------------- | ------ |
| Hsu Jo-Ting | Épée individuelle | Hassanein Mona 15-10 | Ana Maria Brânză 8-15 | –                | –                | –                | –                | –      |

## Haltérophilie
| Athlète         | Compétition | Arraché  | Arraché | Épaulé-jeté | Épaulé-jeté | Total | Rang |
| Athlète         | Compétition | Résultat | Rang    | Résultat    | Rang        | Total | Rang |
| --------------- | ----------- | -------- | ------- | ----------- | ----------- | ----- | ---- |
| Chen Shih-chieh | +105 kg     | 182      | 13e     | 236         | 6e          | 182   | 10e  |

| Athlète        | Compétition | Arraché  | Arraché | Épaulé-jeté | Épaulé-jeté | Total | Rang                               |
| Athlète        | Compétition | Résultat | Rang    | Résultat    | Rang        | Total | Rang                               |
| -------------- | ----------- | -------- | ------- | ----------- | ----------- | ----- | ---------------------------------- |
| Hsu Shu-ching  | -53 kg      | 96       | 2e      | 123         | 2e          | 219   | Médaille d'argent, Jeux olympiques |
| Huang Shih-hsu | -69 kg      | 110      | 8e      | 131         | 8e          | 241   | 7e                                 |
| Kuo Hsing-chun | -58 kg      | 99       | 12e     | 119         | 5e          | 218   | 8e                                 |

## Judo
| Athlète    | Compétition           | 1/32 de finale      | 1/16 de finale                 | 1/8 de finale       | Quarts de finale    | Demi-finales        | Repêchage 1         | Repêchage 2         | Finale              | Finale |
| Athlète    | Compétition           | Adversaire Résultat | Adversaire Résultat            | Adversaire Résultat | Adversaire Résultat | Adversaire Résultat | Adversaire Résultat | Adversaire Résultat | Adversaire Résultat | Rang   |
| ---------- | --------------------- | ------------------- | ------------------------------ | ------------------- | ------------------- | ------------------- | ------------------- | ------------------- | ------------------- | ------ |
| Tu Kai-Wen | Moins de 66 kg hommes | exempt              | Battu par Khashbaatar waza-ari | –                   | –                   | –                   | –                   | –                   | –                   | –      |

## Natation
| Athlète       | Épreuve        | Séries        | Séries | Demi-finales | Demi-finales | Finale | Finale |
| Athlète       | Épreuve        | Temps         | Rang   | Temps        | Rang         | Temps  | Rang   |
| ------------- | -------------- | ------------- | ------ | ------------ | ------------ | ------ | ------ |
| Hsu Chi-Chieh | 200 m papillon | 1 min 59 s 81 | 30e    | -            | -            | -      | -      |

| Athlète        | Épreuve        | Séries        | Séries | Demi-finales | Demi-finales | Finale | Finale |
| Athlète        | Épreuve        | Temps         | Rang   | Temps        | Rang         | Temps  | Rang   |
| -------------- | -------------- | ------------- | ------ | ------------ | ------------ | ------ | ------ |
| Chen I-Chuan   | 100 m brasse   | 1 min 11 s 28 | 38e    | -            | -            | -      | -      |
| Cheng Wan-Jung | 200 m papillon | 2 min 14 s 29 | 28e    | -            | -            | -      | -      |
| Cheng Wan-Jung | 200 m 4 nages  | 2 min 17 s 39 | 31e    | -            | -            | -      | -      |

### Taekwondo
Hommes
| Athlète       | Compétition | Huitièmes de finale     | Quarts de finale             | Demi-finales        | Repêchage 1         | Repêchage 2         | Finale              | Finale |
| Athlète       | Compétition | Adversaire Résultat     | Adversaire Résultat          | Adversaire Résultat | Adversaire Résultat | Adversaire Résultat | Adversaire Résultat | Rang   |
| ------------- | ----------- | ----------------------- | ---------------------------- | ------------------- | ------------------- | ------------------- | ------------------- | ------ |
| Wei Chen-Yang | -58 kg      | Chau Le Huynh (VIE) 5-1 | Aleksey Denisenko (RUS) 7-10 | –                   | –                   | –                   | –                   | –      |

Femmes
| Athlète        | Compétition | Huitièmes de finale         | Quarts de finale           | Demi-finales          | Repêchage 1         | Repêchage 2                | Finale              | Finale |
| Athlète        | Compétition | Adversaire Résultat         | Adversaire Résultat        | Adversaire Résultat   | Adversaire Résultat | Adversaire Résultat        | Adversaire Résultat | Rang   |
| -------------- | ----------- | --------------------------- | -------------------------- | --------------------- | ------------------- | -------------------------- | ------------------- | ------ |
| Tseng Li-Cheng | -57 kg      | Rangsiya Nisaisom (THA) 4-1 | Andrea Paoli (LIB) 5-2     | Jade Jones (GBR) 6-10 | -                   | Suvi Mikkonen (FIN) · 14-2 | –                   | –      |
| Yang Shu-chun  | -49 kg      | Manz Sumeyye (GER) 10-3     | Chanatip Sonkham (THA) 0-6 | -                     | -                   | -                          | -                   | -      |

## Tennis
| Athlète     | 1/32de finale                | 1/16 de finale      | 1/8 de finale       | Quarts de finale    | Demi-finales        | Match pour la médaille de bronze | Finale              |
| Athlète     | Adversaire Résultat          | Adversaire Résultat | Adversaire Résultat | Adversaire Résultat | Adversaire Résultat | Adversaire Résultat              | Adversaire Résultat |
| ----------- | ---------------------------- | ------------------- | ------------------- | ------------------- | ------------------- | -------------------------------- | ------------------- |
| Lu Yen-hsun | Malek Jaziri 610-7, 6-4, 3-6 | –                   | –                   | –                   | –                   | –                                | –                   |

| Athlètes                        | 1/16 de finale                                  | 1/8 de finale                                        | Quarts de finale                            | Demi-finales        | Match pour la médaille de bronze | Finale              |
| Athlètes                        | Adversaire Résultat                             | Adversaire Résultat                                  | Adversaire Résultat                         | Adversaire Résultat | Adversaire Résultat              | Adversaire Résultat |
| ------------------------------- | ----------------------------------------------- | ---------------------------------------------------- | ------------------------------------------- | ------------------- | -------------------------------- | ------------------- |
| Chuang Chia-Jung / Hsieh Su-wei | Rushmi Chakravarthi / Sania Mirza 6-1, 3-6, 6-1 | Flavia Pennetta / Francesca Schiavone 63-7, 7-5, 6-4 | Andrea Hlaváčková / Lucie Hradecká 3-6, 4-6 | –                   | –                                | –                   |

## Tennis de table
Hommes
| Athlète          | Compétition | Tour préliminaire | 1er tour         | 2e tour          | 3e tour                                          | 4e tour                                                      | Quarts de finale                                 | Demi-finales                                  | Petite finale                                                  | Petite finale | Finale           | Finale |
| Athlète          | Compétition | Adversaire Score  | Adversaire Score | Adversaire Score | Adversaire Score                                 | Adversaire Score                                             | Adversaire Score                                 | Adversaire Score                              | Adversaire Score                                               | Rang          | Adversaire Score | Rang   |
| ---------------- | ----------- | ----------------- | ---------------- | ---------------- | ------------------------------------------------ | ------------------------------------------------------------ | ------------------------------------------------ | --------------------------------------------- | -------------------------------------------------------------- | ------------- | ---------------- | ------ |
| Chuang Chih-Yuan | Simple      | exempt            | exempt           | exempt           | Dániel Zwickl (HUN) 4-0 (11-8, 11-8, 11-6, 11-9) | Andrej Gaćina (CRO) 4-2 (11-8, 11-5, 11-4, 7-11, 3-11, 11-5) | Adrian Crișan (ROU) 4-0 (11-3, 11-4, 11-4, 11-5) | Wang Hao 1-4 (13-11, 2-11, 10-12, 6-11, 9-11) | Dimitrij Ovtcharov 2-4 (10-12, 11-9, 11-8, 11-13, 5-11, 12-14) | 4e            | -                | -      |

Femmes
| Athlète      | Compétition | Tour préliminaire | 1er tour         | 2e tour                                                                | 3e tour                                                 | 4e tour          | Quarts de finale | Demi-finales     | Finale           | Finale |
| Athlète      | Compétition | Adversaire Score  | Adversaire Score | Adversaire Score                                                       | Adversaire Score                                        | Adversaire Score | Adversaire Score | Adversaire Score | Adversaire Score | Rang   |
| ------------ | ----------- | ----------------- | ---------------- | ---------------------------------------------------------------------- | ------------------------------------------------------- | ---------------- | ---------------- | ---------------- | ---------------- | ------ |
| Chen Szu-yu  | Simple      | exemptes          | exemptes         | Krisztina Tóth (HUN) 4-3 (10-12, 7-11, 7-11, 15-13, 11-5, 11-5, 13-11) | Feng Tianwei (SIN) 1-4 (6-11, 13-11, 5-11, 10-12, 9-11) | -                | -                | -                | -                | -      |
| Huang Yi-Hua | Simple      | exemptes          | exemptes         | Miao Miao (AUS) 4-0 (11-7, 11-9, 11-7, 11-4)                           | Li Qian (POL) 0-4 (7-11, 8-11, 6-11, 3-11)              | -                | -                | -                | -                | -      |

## Tir
| Athlète        | Compétition                         | Qualification | Qualification | Finale | Finale |
| Athlète        | Compétition                         | Points        | Rang          | Points | Rang   |
| -------------- | ----------------------------------- | ------------- | ------------- | ------ | ------ |
| Lin Yi-chun    | Trap femmes                         | 62            | 19e           | -      | -      |
| Tien Chia-chen | Pistolet à 25 m femmes              | 580           | 16e           | -      | -      |
| Tien Chia-chen | Pistolet à 10 m air comprimé femmes | 378           | 27e           | -      | -      |
| Yu Ai-wen      | Pistolet à 10 m air comprimé femmes | 375           | 36e           | -      | -      |

## Tir à l'arc
Hommes
| Athlète                                    | Compétition        | Tour préliminaire | Tour préliminaire | 1er tour                                                                           | 2e tour                                                        | 3e tour                                               | Quarts de finale                                      | Demi-finales     | Finale           | Finale |
| Athlète                                    | Compétition        | Score             | Rang              | Adversaire Score                                                                   | Adversaire Score                                               | Adversaire Score                                      | Adversaire Score                                      | Adversaire Score | Adversaire Score | Rang   |
| ------------------------------------------ | ------------------ | ----------------- | ----------------- | ---------------------------------------------------------------------------------- | -------------------------------------------------------------- | ----------------------------------------------------- | ----------------------------------------------------- | ---------------- | ---------------- | ------ |
| Chen Yu-Cheng                              | Individuel hommes  | 649               | 54e               | Mauro Nespoli (ITA) (11) 6-2 (28-27, 28-27, 26-28, 28-26)                          | Viktor Ruban (UKR) (43) 0-6 (27-29, 25-26, 25-29)              | –                                                     | –                                                     | –                | –                | –      |
| Kuo Cheng-Wei                              | Individuel hommes  | 660               | 40e               | Elías Malavé (VEN) (25) 6-5 (25-29, 26-23, 28-26, 28-28, 26-27 10-10 au shoot-off) | Ahmed El-Nemr (EGY) (57) 6-2 (25-27, 28-25, 30-27, 28-23)      | Markiyan Ivashko (UKR) (24) 6-0 (25-27, 28-26, 28-27) | Rick van der Ven (NED) (16) 0-6 (24-27, 27-30, 28-29) | –                | –                | –      |
| Wang Cheng-Pang                            | Individuel hommes  | 663               | 33e               | Daniel Pineda (COL) (32) 6-0 (25-24, 28-24, 26-24)                                 | Im Dong-hyun (KOR) (1) 4-6 (28-28, 25-26, 25-27, 25-24, 28-28) | –                                                     | –                                                     | –                | –                | –      |
| Chen Yu-Chen Kuo Cheng-Wei Wang Cheng-Pang | Par équipes hommes | 1972              | 11e               | NC                                                                                 | NC                                                             | Italie 206-216                                        | –                                                     | –                | –                | –      |

Femmes
| Athlète                              | Compétition        | Tour préliminaire | Tour préliminaire | 1er tour                                                           | 2e tour                                                                             | 3e tour                                                         | Quarts de finale           | Demi-finales     | Finale           | Finale |
| Athlète                              | Compétition        | Score             | Rang              | Adversaire Score                                                   | Adversaire Score                                                                    | Adversaire Score                                                | Adversaire Score           | Adversaire Score | Adversaire Score | Rang   |
| ------------------------------------ | ------------------ | ----------------- | ----------------- | ------------------------------------------------------------------ | ----------------------------------------------------------------------------------- | --------------------------------------------------------------- | -------------------------- | ---------------- | ---------------- | ------ |
| Le Chien-Ying                        | Individuel femmes  | 638               | 40e               | Begül Löklüoğlu (TUR) (26) 6-0 (28-26, 26-23, 30-29)               | Carina Christiansen (DEN) (7) 4-6 (26-26, 27-28, 28-26, 29-29, 27-24)               | –                                                               | –                          | –                | –                | –      |
| Lin Jia-En                           | Individuel femmes  | 667               | 5e                | Nurul Syafiqah Hashim (MAS) (60) 6-2 (23-28, 26-19, 24-18, 27-24)  | Bérengère Schuh (FRA) (37) 5-6 (26-20, 22-29, 26-27, 27-27, 28-25 9-9 au shoot-off) | –                                                               | –                          | –                | –                | –      |
| Tan Ya-Ting                          | Individuel femmes  | 671               | 3e                | Nathalie Dielen (SUI) (62) 6-4 (26-26, 26-25, 25-25, 24-27, 29-26) | Elena Richter (GER) (30) 6-2 (27-26, 28-27, 25-27, 27-26)                           | Pia Carmen Lionetti (ITA) (19) 2-6 (25-28, 26-24, 28-30, 22-23) | –                          | –                | –                | –      |
| Le Chien-Ying Lin Jia-En Tan Ya-Ting | Par équipes femmes | 1976              | 3e                | NC                                                                 | NC                                                                                  | exemptes                                                        | Russie 216 (T26)-216 (T28) | -                | -                | -      |

## Voile
| Athlète(s) | Compétition | Régate 1 | Régate 2 | Régate 3 | Régate 4 | Régate 5 | Régate 6 | Régate 7 | Régate 8 | Régate 9 | Régate 10 | Total net | Total net | Medal Race | Total | Rang |
| Athlète(s) | Compétition | Score    | Score    | Score    | Score    | Score    | Score    | Score    | Score    | Score    | Score     | Score     | Rang      | Score      | Total | Rang |
| ---------- | ----------- | -------- | -------- | -------- | -------- | -------- | -------- | -------- | -------- | -------- | --------- | --------- | --------- | ---------- | ----- | ---- |
| Chang Hao  | RS:X        | 33       | 36       | 35       | 36       | 33       | 33       | 37       | 37       | 24       | 22        | 289       | 35e       | -          | -     | -    |